# Warhammer 40.000
Warhammer 40.000 (også kaldet Warhammer 40k) er et brætspil fra 1987, der er skabt af Rick Priestley. Spillet er Warhammer Fantasy Battles modstykke og foregår langt ude i fremtiden i en blanding af science-fiction og fantasy-genren, også kaldet science-fantasy. Den 17. juni 2017 udkom spillet i sin 8. udgave.
Warhammer 40.000 er ligesom Warhammer Fantasy et miniaturekrigsspil med figurer lavet af enten plastik, resin eller metal, evt. en blanding heraf.
Historien starter i det 41. årtusinde, hvor det eneste der findes er krig. 
Spillet, figurerne og alt hvad der hører til er lavet og udviklet af Games Workshop, med tilbehøret såsom maling, pensler og palette solgt af deres datterselskab Citadel.
Der er også udgivet mange bøger omkring universet, både noveller og romaner, lydbøger, tegneserier, men særligt dem man kalder codex, beskriver hvordan de forskellige racer, faktioner i universet kæmper, deres regler, med specielle figur og personers evner og særtræk, når man spiller selve brætspillet, så Warhammer 40k er meget mere end brætspillet.
Noveller, romaner og lydbøger, der fortæller historier og udvikler Warhammer 40k universet og personer, udgives af Black Library. De udgiver de fleste bøger, lydbøger, codex, på engelsk, men er også begyndt at udgive bøger på fransk, og tysk.
Modsat mange andre fremtidsuniverser, som er beskrevet, hvor mennesker har en fremtrædende position, viser Warhammer 40k-universet ikke en lys fremtid for menneskeheden, men et dystert og mørkt sted, hvor menneskeheden kæmper for deres selve eksistens, blandt fremmede racer, Chaos, dæmoner, oprørere fra egne befolkninger.

## Udgivelsestyper
Der er udkommet spilelementer til Warhammer 40k-universitet af flere forskellige typer og til forskellige platforme.

### Brætspil
Brætspillet er populært og mange spillere kan lide at man selv skal samle og male sine figur, samt at man selv kan skabe sine egne chapters af Space Marines med sin helt egen historie, samt de mange andre racer og grupperinger, man spille med og mod andre i store slag. Figurerne kan dog også erhverves i samlet og malet tilstand. Terrænet der bruges i brætspillet skal men selv købe, samle og male, ligesom figurerne.
Der findes forretninger, der kan levere færdigmalede figurer, der er klar til brug, desuden er der mange fans og entusiaster, der har hjemmesider og youtube-kanaler, der er dedikeret til Warhammer 40k.

### Bøger
Black Library, der står bag udgivelsen af Warhammer 40k, har også udgivet en stor mængde af historier omkring Warhammer 40k-universet. De har mange forfattere tilnyttet til at skrive regler og historier til spillet, men en af deres primære forfattere er Dan Abnett.
Black Library har blandt andet udgivet bøger, lydbøger og tegneserier.

### Computerspil
Der er også udkommet mange computerspil som forgår i Warhammer 40k-universet, der er både skydespil, multi online spil og strategispil.
- Warhammer 40k: Space Marine[7]
- Warhammer 40k: Eternal Crusade [8]
- Warhammer 40k: Dawn of War-serien[9]
- Warhammer 40k: Space Marine 2

### Film
Der er lavet en enkelt film om Warhammer 40k. Den er lavet i 2010 og varer 70 min. Gennem tiden har fans også lavet videoer i hyldest til spillet.
Der er en fan-film på vej, som der er stor forhåbninger om blandt andre fans af spillet.

## Racer og grupperinger i Warhammer 40k
Der findes mange racer og grupperinger i Warhammer 40k-universet, blandt andet menneskene, der bor i The Imperium of Man (Menneskets imperium), 

### The Imperium of Man
De fleste mennesker er samlet i The Imperium of Man. De er samlet i et område, der strækker sig over ca. 50.000 lysår i diameter fra Jorden, der i Warhammer 40k-universet er kendt som Terra.
The Imperium of Man ledes formelt af Kaiseren, kendt som Emperor of Mankind,, men styres af et organ kaldet Lords Temporal, Martial and Ecclesiarchical of the Most Divine and Righteous Imperium of Mankind, bedre kendt som High Lords of Terra.
Kaiser omtales af folket som The God Emperor af Mankind, og regnes som at være en gud af de fleste mennesker i imperiet, der er bygget en statsreligion op omkring kaiseren, som styres af Ecclesiarchy officelt kendt som 
Adeptus Ministorum.
Folk som ikke dyrker Kaiser, som en Gud, vil blive udskældt som vantro og blive brændt på bålet.
Imperiet deler galaksen op i fem områder, der igen er delt op i sektorer og delt ud igen til mindre enheder og til sidst i planeter. Planeter har selvstyre og er ansvarlige for deres egen udvikling og forsvar, men er forpligtet til at betale skatter til imperiet, kendt som Tithe, og kan bestå af forskelle ting, fra råmaterialer, produkter. samt en portion af befolkning. Planeterne skal være klar til at levere soldater og materiale til de mange krige som imperiet udkæmper.
Imperiet består af mindst en million andre verdener, der hver har sine forskellige kulturer og normer. De har alle former for styreformer, fra diktaturer til demokratiske valgte ledelser, selv om disse er få.Imperiet er ligeglad med, hvordan planter ledes, så længe de betaler deres skat og er loyale mod imperiet.
Imperiet er truet udefra af mange forskellige kræfter og væsener, blandt andet Chaos, Tyranids, Eldar, Dark Eldar, Orks, Tau og Necron, der vil overtage kontrollen over Imperiets planeter. Imperiet er xenofobisk og vurderer derfor de fleste andre væsener som fjender, der skal bekæmpes eller udryddes.

### Chaos
Inde i universet The Warp bor Chaos-guderne. Der er primært 4 guder, der udgør Chaos. De får deres styrke fra følelser og sjælene fra de dødelige racer i universet. De kæmper lige så meget mod hinanden, som de gør mod imperiet. De overtaler mennesker til at følge dem, blandt andet er Space Marines også gået over til deres side og kæmper nu imod imperiet.

### Eldars
Eldar-folket er en fremmed race, der herskede over galakser inden mennesket var blevet til. De var i deres storhedstid udviklingsmæssigt og tekonologisk dominerende i galaksen. De blev ødelagt af sig selv indefra, da de, på grund af deres teknologiske fremskridt, ikke havde brug for at arbejde selv. Derfor kastede de sig ud i alle mulige former for underholdning, hvilket førte til deres fald. De Eldars, der stadig findes, nåede at flygte i tide til store skibe, kendt som Craftworlds, der er på størrelse med planeter.

### Dark Eldars
Dark Eldars er faldne Eldars, der er blevet onde og korrupte på alle måder. Sadistiske og sataniske angriber de verdener som pirater og slagter størstedelen af befolkninger, mens resten bliver taget med tilbage som slaver, til deres mareridts-agtige verden, hvor slaverne ikke overlever længe.

### Necrons
Efter 60 millioner år i dvale, er Necrons blevet vækket igen af The Nightbringer. De er en robotlignende race, der hader alt levende. De angriber uden varsel og forsvinder igen uden et spor. Selv deres faldne kan ikke findes på slagmarken efter et slag. De har samarbejdet med menneskerne i bekæmpelsen af Tyranids.

### Orks
Orker er en krigsrace, der lever og ånder for krig og krigsførelse. De er den mest hyppige race i galaksen, men de kæmper mere mod sig selv og hinanden, end mod andre racer. Der er flere undertyper af Orker. Orker vokser som følge af konflikt og er store, grønne og brutale. De er en blanding af dyr og svampe. Der er forskellige stammer af Orker. Når en Ork dør, udsendes sporer, der danner nye orker. Den eneste måde at udrydde Orker på, er ved at brænde dem, så de ikke udsender sporer.

### Tau
Tau er den yngste race. De er en teknologisk højtudviklet race, der har 5 kaster. De har optaget flere racer ind i deres imperium. Deres filosofi er Greater Good, hvor alle skal finde deres plads og bidrage med hvad de kan. De er tolerante overfor andre racer. De er kendt for at angribe racer og udrydde dem,, hvis de ikke støtter eller ønsker Greater Good. De råder over andre mindre racer, såsom Kroot. De vokser sig stærkere og stærkere langt væk fra The Imperium of Man, mens de andre bruger tid på at bekæmpe hinanden.

### Tyranids
Racen Tyranids er styret af en Hive Intelligens. De kender ikke til frygt og de fungerer ikke som individer, men er fælles-styret. Rent biologisk er de hurtige til at tilpasse sig lokale forhold og lærer, hvordan de skal bekæmpe deres fjender. De overtager og opsluger hele planeter og racer ved at nedbryde dem til deres genetiske materiale, der så bliver til føde til nye dyr, der kan bekæmpe deres fjender. De går i nærkamp og har skydevåden. Deres mål er at nedbryde alt andet levende, for på den måde at reproducere og udvikle sig selv.

## Militære enheder
Imperiet har flere forskellige militære styrker, der har hver sin historie, hvert sit formål og består af forskellige typer af enheder.

### Astra Militarum
Imperiets primær miltær styrker er Astra Militarum, kendt som The Imperial Guard, hvilket er almindelige mennesker fra tusindvis af planeter, der tilsammen udgør en hær på mange milliarder soldater, der primært beskytter planeter, der er koloniseret af menneskeheden. De kæmper primært i regimenter, der rekrutteres fra forskellige planeter med hver deres forskellige kultur og måder at føre krig på, der har samlet millioner af disse soldater, til at knuse fjender af imperiet. Deres vigtigste våben er antal af soldater. Den enkelte soldat regnes ikke for noget, og tabene kan være i millioner på en enkel dag.

### The Inquisition
I imperiet er også The Inquisition, der er en organisation i stil med CIA. De bekæmper farer inden og ude for for imperiets grænser og fanger alle der konspirerer mod The Emperor. Hos dem er ingen hævet over mistanke, og deres magt strækker sig til at kunne udslette hele planeter, hvis disse vurderes som være tabt for imperiet.
Der er 3 primær grupper i inquisition:
Ordo Malleus, der bekæmper dæmoner og Chaos.
Ordo Xenos, der bekæmper de fremmede racer, som imperiet vurdere som farlige, hvilket er næsten alle de racer, de møder.
Ordo Hereticus, der bekæmper forrædere, vantro, og psyker, som er mennesker med evner, der svinger mellem at kan læse folks tanker til at kunne flytte ting fysiske ting med psyken. De udgør en fare for de almindelige mennesker.
Hver af de 3 grupper i inquisition har deres egne styrker, som de kan tilkalde, hvis de har behov for hjælp. Inquisitor er kendt for at have mange ansatte under sig, der hjælper i udførelse af inquisitionens gerning.
I inquisition er der flere forskellige retninger af holdninger og tro, til bekæmpelse af imperiets fjender. Det er ikke ukendt at man bekæmper andre inquisitor, der ikke deler samme holdning og tro. Hver inquisitor træner selv andre, som de mener er værdig til at blive inquisitor, og det sker at inquisitor falder til Chaos.

### Adeptus Astartes
Adeptus Astartes, i daglig tale kendt som Space Marines, er genetisk manipulerede supermennesker, som nedstammer fra den øverste instans, The Emperor, der udviklede 20 perfekte personer, såkaldte Primearches, hvorfra Space Marines stammer fra.
Kun mænd kan blive Space Marines, og ganske få kan modtage implantater, som skal til for at overleve træningen. De er det ypperste, som menneskerne har af soldater. De er samlet i enheder, kaldet chapters, der hver består af 1000 Space Marines. Hvert chapter har deres egne skibe.  Ligesom ved inquisitionen, er der mange forskellige kulturer og træningsmetoder for Space Marines. Imperiet har cirka 1000 chapters, hvor nogle har base på planeter, nogle er stationeret på skibe.

### Adepta Sororitas
Adepta Sororitas, i daglig tale kendt som Sisters of Battle, er fanatiske kvindelige soldater som er stærkt religiøse. De kan minde lidt om nonner, men er mere fanatiske og krigeriske.

### Imperial Navy
Imperiets Imperial Navy står for forsvaret af imperiets planeter, territorier og områder. Flådens skibe er generelt store og har besætninger i tusindtal. Imperiets skibe rejser via The Warp, også kendt som Chaos, hvilket er stedet hvor Chaos-guderne bor. Det kræver en særlig type af mennesker, der kaldes Navigatører, for at sejle der og lede skibene sikkert igennem.

## Andre henvisninger
- Lexicanum Wiki for Warhammer 40000 mm, (kun kanon materiale)